# 餓狼 MARK OF THE WOLVES
『餓狼 MARK OF THE WOLVES』（がろう マーク オブ ザ ウルヴス）は1999年にエス・エヌ・ケイが発売した2D対戦型格闘ゲーム。略称は『餓狼MOW』『MOW』など。キャラクターイラストはTONKOが担当した。MVS（1999年11月26日登場）の容量は706メガ。家庭用ネオジオ版は688メガ（容量圧縮による）。
2001年9月27日にドリームキャスト版が発売され、これが旧エス・エヌ・ケイが発売した最後の他社プラットフォーム向けの家庭用ソフトとなった。その後、版権を受け継いだSNKプレイモア（2016年に社名を「SNK」に変更）から2005年6月30日に『ネオジオオンラインコレクション』第一弾として、CERO：B（12才以上対象）のPlayStation 2版が発売された（マルチマッチングBB対応、2015年6月17日からはPS2アーカイブスで配信開始）。また、ネオジオスティック2（餓狼MOWバージョン）付きの限定版も発売された。2009年6月24日にXbox 360のXBLA版が配信。2015年2月19日にスマートフォン（iOS/Android）版が配信。2016年12月7日にPlayStation 4、PlayStation Vita、Steam版（Windows Vista以降対応、Steam版は英語版・音声のみ日本語）、アケアカNEOGEOでは2017年5月11日にNintendo Switch版が、2018年8月16日にPlayStation 4版とXbox One版が、2019年6月7日にWindows 10版が、2024年7月25日にiOSとAndroid版がそれぞれ配信された。また、2024年12月12日に発売されたパッケージソフト『アケアカNEOGEO セレクション Vol.1』にアケアカNEOGEO版と同等の内容のものが収録されている。

## 概要
『リアルバウト餓狼伝説』（以下、『RB餓狼伝説』）から10年後の世界が舞台（厳密には、『RB餓狼伝説』と本作の間に、家庭用オリジナル作品である『リアルバウト餓狼伝説スペシャル ドミネイテッドマインド』がストーリー上に入る）。新たな主人公としてギース・ハワードの息子であるロック・ハワードが登場。前作『リアルバウト餓狼伝説2』から続投しているキャラクターは旧主人公のテリー・ボガードのみになっている。

## システム
1レバー+4ボタン（A：弱パンチ、B：弱キック、C：強パンチ、D：強キック）で操作。
ラインシステム
『餓狼伝説』シリーズの特徴だった複ラインシステムが削除され、1ラインとなった。
ジャストディフェンス
攻撃を受ける直前にガードすると硬直が少なくなり、体力が若干回復する（回復量は、その時に受けた相手の技の攻撃力によって変化する）。ジャストディフェンス中にコマンド入力することでジャストディフェンスをキャンセルして必殺技で反撃できる「ガードキャンセル」がある。また、ジャストディフェンスに成功することで、蓄積していたガードクラッシュ値を減らすこともできる。
T.O.P. (タクティカル・オフェンシブ・パワー)
体力ゲージの3つに区切られたうちの一部分をT.O.P.エリアとして事前に選択し、残量がT.O.P.エリア内の間、以下の特典が発生する。
- 攻撃力が上がる。
- 「T.O.P.アタック」と呼ばれる技が使用可能になる。
- 体力が徐々に回復する。
- 対CPU戦時、T.O.P.状態中は技を相手に当てた時に入る得点が2倍になる。

家庭用では範囲を狭くする（＝体力ゲージを5つや15に分けてその中から選択する）代わりに攻撃力上昇効果を上げることも可能。
避け攻撃
上段避け攻撃と下段避け攻撃があり、名前に対応した技はその部分の食らい判定が無くなる。上段避け攻撃は旧シリーズの避け攻撃を受け継いだもので、対して下段避け攻撃は大部分のキャラクターのものが小さく飛びながらの攻撃になっている。
ブレーキング
特定の必殺技のモーションを中断して隙を減らす。対応技は隙の大きい対空系の必殺技が多く、ヒット後に追撃することによるダメージアップや隙を消しての攻勢継続に使われる。
フェイント
必殺技を出すフリをする。必殺技同様通常技からキャンセルでき、隙を軽減できる組み合わせも存在する。
特殊挑発
お遊びの要素として、対戦相手をKOしてから勝利ポーズに入るまでにレバー前か後と同時にスタートボタンを押すと専用の挑発動作が出る。
連勝ハンディキャップ
対人戦で10連勝するとハンディキャップを背負うこととなる。また10連勝ごとにハンデの負荷は重ね掛けされ増えていく。内容は以下の通りだが、基板の設定によって無効にすることもできる。
- 10連勝…チャンピオン側の挑発で相手のゲージが溜まる（挑発の持続に応じて増加）
- 20連勝…挑戦者側が毎ラウンド、パワーゲージがMAXでスタート
- 30連勝…挑戦者側のパワーゲージが自動で回復する
- 40連勝…挑戦者側のパワーゲージ増加量が倍になる
- 50連勝…挑戦者側が常にT.O.P.状態になる

## プロローグ
招待状が届いてから少年は迷っていた。世界中の格闘家を一同に集めて開かれる格闘技の祭典"キング・オブ・ファイターズ"。主催者のギースが謎の死を遂げて以来、一度も開催されていないはず。少年は手紙を読み返した。"Maximum Mayhen キング・オブ・ファイターズ"開催のお知らせ。このたび、10年ぶりに"キング・オブ・ファイターズ"を開催いたします。前優勝者であるあなた様にはディフェンディングチャンピオンとして出場していただきたく存じます。それからぜひ、お連れのロック様もお出でください。主催者である我が当主から、特別の優勝商品がございます。それはロック様のお母様について……。ハインライン家執事 アーノルド・セバスチャンー 少年は旅支度中の男に言った。「セカンドサウスへのチケットは2枚にしてくれ、テリー」

## 登場キャラクター
テリー以外は全員新規のキャラクターで、本作のキャラクターは後に『ザ・キング・オブ・ファイターズ』シリーズなどの外部作品にもたびたび登場している。なお、グラントとカインはボスキャラクターとして登場しているが、プレイヤーキャラクターとしても使用可能（アーケード版ではルーレットやコマンド入力、家庭用では最初から使用可能）。
ロック・ハワード［Rock Howard］
声 - 竹本英史
本作の主人公で、ギース・ハワードの忘れ形見。テリーが育てたため、ギースの技とテリーの技を使うことができる。母を見捨てたギースのことは嫌っている。
ギースの死から10年後、ロックにキング・オブ・ファイターズの招待状が届く。そこには「優勝すれば自分の母について『ある事』を教える」と書いてあった。ロックはキング・オブ・ファイターズに出場することを決める。
テリー・ボガード［Terry Bogard］
声 - 橋本さとし
ギース亡き後の大会の裏を探るべく、キング・オブ・ファイターズに参加する。
『餓狼伝説』シリーズの登場人物の中で唯一の皆勤賞。
キム・ドンファン［Kim Dong Hwan］
声 - 橋本潤
キム・カッファンの長男。真面目な父や弟と違い、軟派な性格。修行をサボってナンパに行くことが趣味で、そのたびに父や弟から呆れられているが実力は全盛期の父を凌ぐとも言われている。弟とは違い、自己流にアレンジした技を使い、必殺技には雷を伴う。
キム・ジェイフン［Kim Jae Hoon］
声 - 浅川博貴
キム・カッファンの次男。父と同じく誠実な性格で、悪を許さない正義漢。頑張り屋で向上心が旺盛。努力の末に、父の奥義"鳳凰脚"をマスターした。基本的に父の技を引き継いでいるが、必殺技には炎を伴う。
双葉ほたる［Hotaru Futaba］
声 - 堀江ゆき
テンのイトカツとともに旅を続ける中国拳法使いの少女。母の死と同時に行方不明になった父と兄を探している。兄に似た人物が大会に参加しているという噂を聞き、飛び入り参加した。
牙刀［Gato］
声 - 石井康嗣
母を死に追いやった父を倒すべく技を磨く、非情なる中国拳法使い。大会の優勝は二次的な目的に過ぎず、真の目的は究極の拳法を完成させることにある。
実はほたるの兄だが、牙刀自身はその事実を頑なに否定している。
マルコ・ロドリゲス / クシュヌード・バット［Marco Rodriguez / Khushnood Butt］
声 - 花田光
極限流空手ブラジル支部門下生。極限流空手道場に道場破りとして挑みリョウ・サカザキに大敗したあと、極限流空手の奥深さを知り、その強さに憧れ入門。現在は師範クラス。
保守的なモラリストだが、どこか間の抜けた発言が目立つ。グリフォンマスクを珍しい鳥と勘違いして、彼の怒りを買う。
日本国外版では名前が「Khushnood Butt」に変更されている。
北斗丸［Hokutomaru］
声 - 竹内順子
幼き頃から山奥で不知火流忍術を学んできた元気な少年。アンディ・ボガードの弟子。思春期に差しかかり、一大決心して山を下りる。
B.ジェニー［B. Jenet］
声 - 斉藤レイ
大会主催者のお宝を手に入れようとする義賊集団の海賊リーリンナイツの艦長。実はイギリスの名家バーン家の令嬢で、本名はジェニー・バーン。作中の勝利メッセージで、テリーが初恋の相手だということが判明。
フリーマン［Freeman］
声 - や乃えいじ
闘いに生き、悦楽を求める自由な男。人生の大半をスラムで過ごす。戦いの相手を自身で殺すことを「召される」と呼ぶ危険人物。ケビンの親友を殺した張本人。朱色に染まった長髪で表情は覗えない。
技名が全て実在するヘヴィーメタルバンドの名前やそのジャンルの楽曲のタイトルに由来している。
グリフォンマスク / ティゾック（チソク）［The Griffon / Tizoc］
声 - 花田光
子供たちのヒーローとして活躍する正統派の覆面レスラー。突如現れた謎の男に敗北するまでは無敵を誇っていた。この事件で自信を失うが子ども達の声援により復活する。
プロレスラーらしく、多数の投げ技を持つ。「T.O.P.アタック」の「グリドロスーパーキック」は、グラントの技と並んでガードクラッシュ値が最も高い技。レバー2回転コマンドの投げ技「ビッグフォールグリフォン」は全キャラクター中で屈指の威力。
日本国外版での名前は「Tizoc」（アステカの王に由来）。
ケビン・ライアン［Kevin Rian］
声 - 北沢洋
SWATに属する陽気な警察官。親友を殺した男を捜すため、親友の息子マーキー（声：竹内順子）と一緒に旅をする。テリーのことを親友を殺した犯人と勘違いして戦いを挑むなど、早とちりな一面もある。ブルー・マリー（本名：マリー・ライアン）の親戚でもある。
持ち技に打撃で爆発を起こすものが多い。
グラント［Grant］
声 - 北沢洋
本作の中ボス。暗黒空手の使い手で、仮面を付けた巨漢。親友であるカインの出世を妬んだ組織の幹部に銃撃され、その弾丸が摘出されずに体の中にある。カインを守るため、残り少ない命を授けて戦いに赴く。本名はアベル・キャメロン。
カイン・R・ハインライン［Kain R. Heinlein］
声 - 橋本潤
本作の最終ボス。ギースの妻の弟（ロックの叔父）にあたる青年で、暗黒真空拳の使い手。ロックに母の秘密を教えるという手紙を送った。
対CPU戦にてグラント戦に勝つまでコンティニューなしでゲームを進め、なおかつグラント戦までの全戦のファイティングレベルが平均で「AAA」ランク以上に達していると、グラント撃破後に最後の相手として登場する。勝利すると真のエンディングを見ることができる。

## 開発
『RB餓狼伝説』でキャラクターの性能が大味になってしまったと感じていた黒木信幸は、同作のような大雑把な作り方では良くないと考え、本作ではデザインの面も含めてきちんと作ろうと考えた。
また、これまでのシリーズにおいて、ひげ面の男性キャラクターか筋肉質な男性キャラクターが多数を占めていたことが問題視され、ロック・ハワードをはじめとする美形のキャラクターが取り入れられた。加えて、本作の開発当時は「萌え」という言葉が一般的になり出していたため、萌えを意識したキャラクターとして双葉ほたるを登場させた。
本作の続編の開発も進められていたが、開発の途中で旧エス・エヌ・ケイが経営難に陥り2001年10月30日をもって倒産しため、お蔵入りとなった。本作の版権は当時は旧エス・エヌ・ケイの系列会社だったプレイモア（後のSNKプレイモア。現在の二代目SNK）に引き継がれた。そのため、本作発売後は2022年の『餓狼伝説 City of the Wolves』の開発発表まで実に20年以上の中断期間が生じていた。

## サウンドトラック
- 餓狼 MARK OF THE WOLVES
  - 2000年1月21日にサイトロン1500シリーズのサウンドトラックとしてポニーキャニオンより発売された。